# 北河内駅 (山口県)

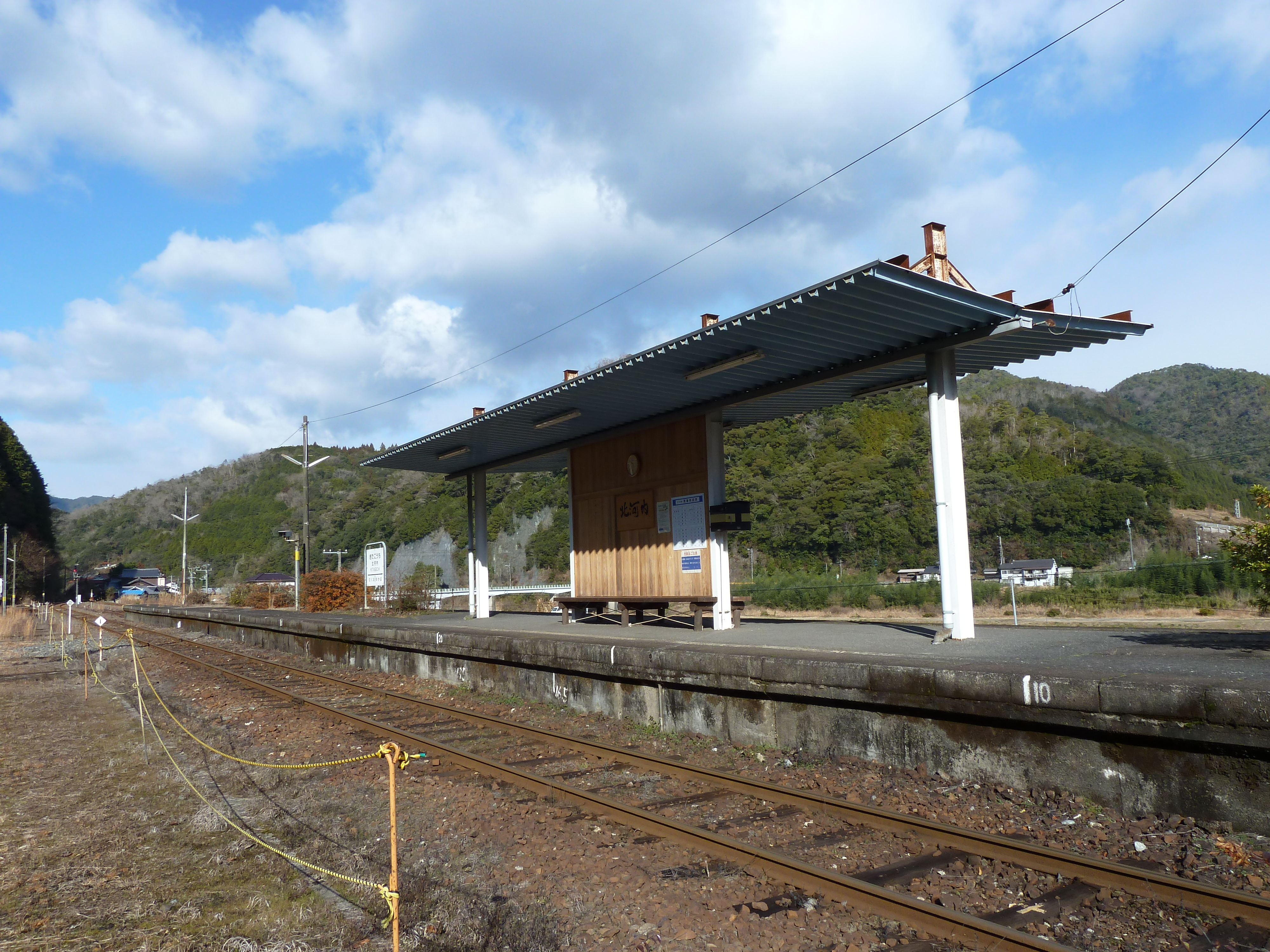
構内

北河内駅（きたごうちえき）は、山口県岩国市天尾にある錦川鉄道錦川清流線の駅。

## 歴史
- 1960年（昭和35年）11月1日：日本国有鉄道（国鉄）岩日線の駅として開業[2]。気動車の旅客のみを取り扱う駅員無配置駅[4]。
- 1987年（昭和62年）
  - 4月1日：国鉄分割民営化により西日本旅客鉄道が承継[5]。
  - 7月25日：錦川鉄道に移管[5]。

## 駅構造
島式ホーム1面2線を有する地上駅。当駅は現在、錦川清流線唯一の列車交換可能駅となっている。2018年の7月豪雨では、錦町駅から当駅まで、折り返し運行をしていた。
無人駅。駅出入口は、島式ホームの岩国方先端の、ホームから見て南側の1カ所のみで、旧国鉄岩日線時代からの駅舎がそのまま残されている。ホーム上へは構内踏切を横断することでアクセス可能。
駅構内には、通常使用されている2線のほか、錦町方に保線用車両が留置されている側線も備えている。また構内南側には、2010年に旧岩日線開業から50周年を迎えたことを記念して地元団体の手により設置された転轍器標識2基（普通転轍器標識と発条転轍器標識、各1基）と記念碑を見ることが出来る。
ホーム岩国方先端の、スロープを下りたところにトイレ有り。また、駅前に駐車場有り。

## 駅周辺
当駅の北側の錦川を挟んで反対側には国道187号が通っており、そこから分岐する形で山口県道130号本郷周東線が錦川を越えて当駅の真ん前を通っている。
駅南側
- ニリンソウ群生地（天尾地区） - 駅から線路沿いを東に徒歩約5分[3][10]
- シャクナゲ群生地（二鹿地区） - 山口県指定天然記念物。駅から南に約3km[3][11]
- 岩国市立天尾小学校[12]
- 河内神社[12]
- 専隆寺[12]

駅北側（国道187号沿い）
- 村重酒店 - 駅からの徒歩距離650m前後[12][13]

## バス路線
「北河内駅」バス停（駅前広場・山口県道130号本郷周東線側）
何れも「いわくにバス」による運行
北河内駅・廿木線（北河内駅 - 南河内駅入口 - 錦帯橋 - 岩国駅）《1日4往復。うち2往復は錦帯橋行》
二鹿線（北河内駅 - 二鹿体育館 - 上田公会堂 - 錦帯橋 - 岩国駅）《岩国市過疎地域乗合バス。祝日除く火・金曜のみ1往復》

## 隣の駅
錦川鉄道
■錦川清流線
行波駅 - 北河内駅 - 椋野駅